# Musée de la Résistance et de la Déportation de Limoges
Das Musée de la Résistance et de la Déportation de Limoges ist ein Museum in der französischen Stadt Limoges. Sein Schwerpunkt liegt auf der Widerstands- und Befreiungsbewegung (Résistance) im Limousin während des Zweiten Weltkrieges.

## Beschreibung

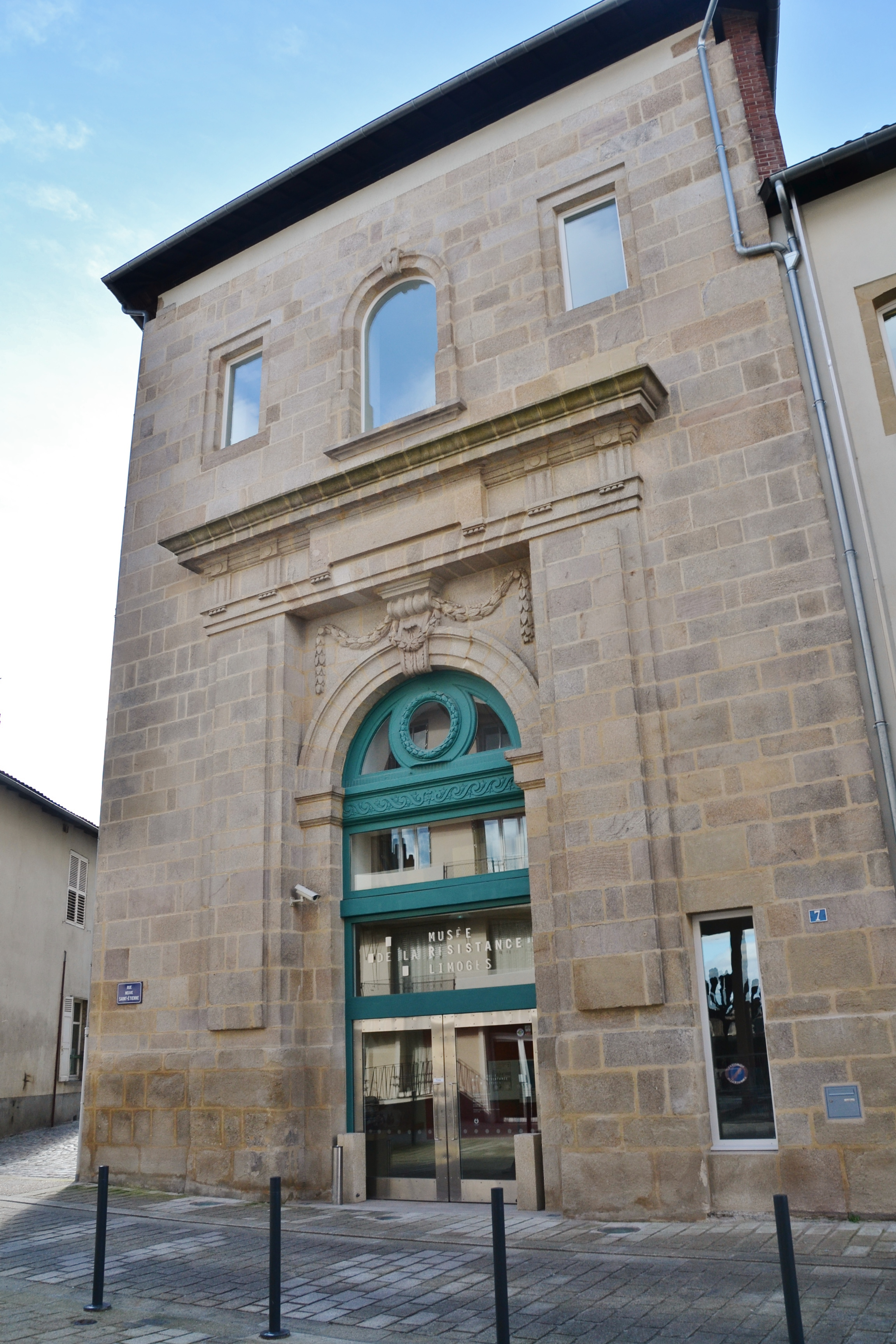
Haupteingang des Museums in der Rue Neuve Saint-Etienne

Das Museum befindet sich im ehemaligen Konvent der Sœurs de la Providence (Schwestern der Vorsehung) im historischen Zentrum La Cité unweit der Kathedrale Saint-Étienne. Die Adresse lautet Rue Neuve Saint-Etienne Nr. 7.
Insgesamt werden auf zwei Stockwerken rund 800 Ausstellungsstücke gezeigt.

## Geschichte

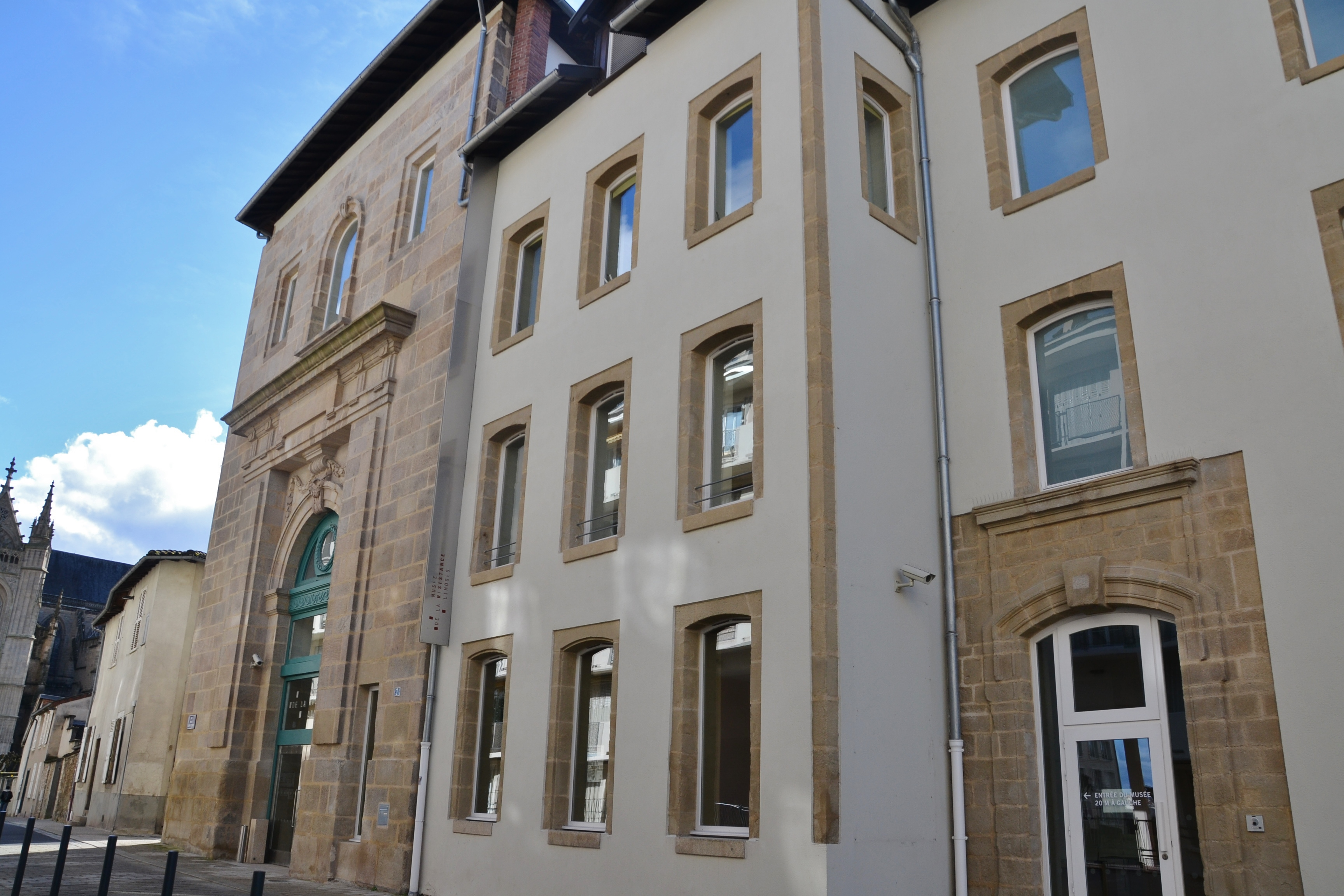
Gesamtansicht

Die Sœurs de la Providence hatten sich gegen 1650 im Zuge der Gegenreformation in Limoges niedergelassen. Die erste Bauphase der Konventsgebäude fällt in die Jahre 1650 bis 1670, der Architekt ist jedoch unbekannt. Im Jahr 1779 wurden Kapelle und Gebäudetrakte von Joseph Brousseau umgebaut. Während der Französischen Revolution wurde der Konvent als Bien national konfisziert und der Orden 1792 aufgelöst. Im Jahr 1833 wurde der Konvent von der Stadt Limoges dann zu einer Kaserne mit 200 Mann Besatzung ausgebaut, welche bis zum Ende des 19. Jahrhunderts Bestand hatte.
Das jetzige Museum wurde zwischen 2009 und 2012 vollkommen neu gestaltet und um 1200 Quadratmeter auf 1400 Quadratmeter Ausstellungsfläche vergrößert. Für diese Umbauarbeiten investierte die Stadt Limoges 7 Millionen Euro. Bis 2012 hieß das Museum noch Musée de la Résistance et de la Déportation Henri-Chadourne, erhielt aber dann den heute gültigen Namen, der oft auch nur zu Musée de la Résistance de Limoges verkürzt wird.

## Zielsetzung
Das Museum zeigt auf zwei Stockwerken und über 10 thematische Säle verteilt eine Dauerausstellung zur Geschichte der Résistance, zur deutschen Besetzung und zu den Deportationen im Département Haute-Vienne während des Zweiten Weltkrieges. In einem weiteren Raum finden zeitlich begrenzte Ausstellungen statt wie zurzeit über Anne Frank. Daneben gibt es einen Unterrichtsraum und ein Dokumentationszentrum.
Der Rundweg gliedert sich ausgehend vom Jahr 1939 in zehn Abfolgen. Das zugrundeliegende Programm beruht auf wissenschaftlicher Basis und wurde von dem in Frankreich bekannten Historiker Olivier Wieviorka, dem Spezialisten für den Zweiten Weltkrieg in Zentralfrankreich Pascal Plas sowie der Museumsdirektorin Annie Martin zusammengestellt.